# گنج تپه شماره ۲ کشت دشت
گنج تپه شماره ۲ کشت دشت مربوط به هزاره اول قبل از میلاد است و در شهرستان دامغان، روستای چهارده واقع شده و این اثر در تاریخ ۶ آذر ۱۳۷۸ با شمارهٔ ثبت ۲۴۷۰ به‌عنوان یکی از آثار ملی ایران به ثبت رسیده است.